# Kemah (Erzincan)
Pour la ville des États-Unis, voir Kemah (Texas).
Kemah (en kurde Kemax) est un chef-lieu de district de la province d'Erzincan.
La ville est située à 45 km à l’ouest en aval d’Erzincan sur la rive gauche de l’Euphrate au confluent avec la rivière de Kömür (Kömür Cayı). La forteresse de Kemakha est située sur une colline face à la vallée de la rivière de Kömür. Le district comptait 6 855 habitants en 2007.

## Histoire
Entre 1118 et 1242, Kemah a été la capitale du beylicat des Mengüjekides, puis est passée ensuite sous le contrôle des Seldjoukides de Roum. Le mausolée du fondateur de cette dynastie, Mengücük Ahmad, se trouve à Kemah.